# Freccia del Brabante 1977
La Freccia del Brabante 1977, diciassettesima edizione della corsa, si svolse il 27 marzo su un percorso di 166 km, con partenza a Sint-Genesius-Rode e arrivo ad Alsemberg. Fu vinta dal belga Frans Verbeeck della squadra Ijsboerke-Colnago davanti all'olandese Gerrie Knetemann e all'altro belga Willy Teirlinck.

## Ordine d'arrivo (Top 10)
| Pos. | Corridore           | Squadra                | Tempo    |
| ---- | ------------------- | ---------------------- | -------- |
| 1    | Frans Verbeeck      | Ijsboerke-Colnago      | 4h20'00" |
| 2    | Gerrie Knetemann    | Ti-Raleigh             | a 2"     |
| 3    | Willy Teirlinck     | Gitane-Campagnolo      | a 7"     |
| 4    | Jacques Martin      | Fiat France            | a 10"    |
| 5    | Jan Raas            | Frisol-Thirion-Gazelle | s.t.     |
| 6    | Herman Van Springel | Ijsboerke-Colnago      | s.t.     |
| 7    | Willem Peeters      | Ijsboerke-Colnago      | s.t.     |
| 8    | Jos Huysmans        | Fiat France            | s.t.     |
| 9    | Ludo Loos           | Ebo- Superia           | s.t.     |
| 10   | Ferdi Van den Haute | Ebo- Superia           | s.t.     |